# Kwatsi Bay
Kwatsi Bay är en vik i Kanada.   Den ligger i provinsen British Columbia, i den sydvästra delen av landet, 3 700 km väster om huvudstaden Ottawa.
I omgivningarna runt Kwatsi Bay växer i huvudsak barrskog. Trakten runt Kwatsi Bay är nära nog obefolkad, med mindre än två invånare per kvadratkilometer.